# Mantua (provincie)
Mantua (Italiaans: Mantova) is een van de twaalf provincies in de Italiaanse regio Lombardije. De hoofdstad is de stad Mantua. De officiële afkorting is MN.
De provincie telt 378.000 inwoners op een oppervlakte van 2338 km². Ze is gelegen op de Povlakte in de zuidoosthoek van Lombardije, ten zuiden van de stad Verona en ten noorden van de rivier de Po.
Mantua grenst aan de provincies Verona, Rovigo, Cremona, Brescia, Ferrara, Parma, Modena en Reggio nell'Emilia.
Bergamo · Brescia · Como · Cremona · Lecco · Lodi · Mantua · Milaan · Monza e Brianza (vanaf 2009) · Pavia · Sondrio · Varese